# George Gordon Meade
George Gordon Meade (Cadiz, Španjolska, 31. prosinca 1815. – Philadelphia, 6. studenog 1872.), američki vojskovođa Unije u vrijeme Američkog građanskog rata.

## Životopis
Meade je rođen u Španjolskoj, u američkoj obitelji. Diplomirao je na američkoj Vojnoj akademiji West Point 1835. Služio je u Floridi i borio se protiv sjevernoameričkih indijanaca Seminola. 1836. napušta vojsku i radi kao civilni inženjer. Bio je i konstruktor u izgradnji željeznice. 1842. vraća se u vojnu službu. Kao drugi poručnik dodijeljen je u korpus topografskih inženjera. Služio je u stožeru Zacharyja Taylora u vrijeme Američko-meksičkog rata, 1846. – 1848. god. Njegova vojna karijera je do izbijanja Američkog građanskog rata, 1861., tekla sporo.
Meade je nekoliko mjeseci nakon početka građanskog rata imenovan, kao brigadni general, zapovjednikom odreda dobrovoljaca. U toku sedmodnevne bitke, 25. lipnja - 1. srpnja 1862. Meade je ranjen više puta. Brzo se oporavio i sudjeluje u drugoj bitci kod Bull Runa, 29. – 30. kolovoza 1862. Nakon bitke dobiva zapovjedništvo nad divizijom. Sudjelovao je u bitkama kod Antietama, 17. rujna 1862. i Frederickburga, 13. prosinca 1862. Kod Frederickburga Meadova divizija je jedina uspjela probiti protivničku liniju. U bitci kod Chancellorsvillea, 1. – 5. svibnja 1863. general Joseph Hooker je Meadovu diviziju držao cijelo vrijeme tek kao rezervu.
U trenutku kad je general Joseph Hooker dao ostavku kao zapovjednik vojske u Virginiji, Abraham Lincoln je imenovao na to mjesto Meadea 28. lipnja 1863. Meade je odmah krenuo u susret Robertu Edwardu Leeju s 88,000 ljudi. Lee je s vojskom od 75,000 ljudi krenuo prema sjeveru. U bitci kod Gettysburga, 1. – 3. srpnja 1863. Meade je odbio sve Leejeve napade i prisilio ga na povlačenje. Kada se četvrtog dana Lee povlačio, Meade nije krenuo u potjeru za njim i bio zbog toga žestoko kritiziran. Iako je Meade do kraja rata 1865. ostao zapovjednik vojske Potomaca, nije se više istaknuo. Kada je Ulysses S. Grant imenovan glavnim zapovjednikom vojske Unije, Meade je sudjelovao u brojnim bitkama uz njega. Mnogo je pridonio konačnom porazu Konfederacije, iako se to obično priznaje generalima Grantu i Philipu Henryju Sheridanu.
Nakon rata bio je komesar Fairmount parka u Philadelphiji od 1866. do smrti. Držao je i brojne velike položaje u vojsci. Dobitnik je počasnog doktorata prava na sveučilištu Harvard. Umro je od kombiniranih posljedica pneumonije i starih rana iz rata. Meadu su podignuti brojni spomenici u Pennsylvaniji, te nekoliko kraj Gettysburga.